# Akcja Menstruacja
Akcja Menstruacja – działająca od 10 marca 2020 pierwsza polska fundacja starająca się zmniejszać skalę ubóstwa menstruacyjnego. Od czerwca 2019, do marca 2020 funkcjonowała jako projekt społeczny.
Do celów statutowych fundacji należy działalność na rzecz miesiączkujących osób dotkniętych ubóstwem menstruacyjnym zarówno w kraju, jak i za granicą. Fundacja oferuje pomoc osobom wykluczanym przez społeczeństwo, ze względu na: sytuację materialną, poglądy, pozycję zajmowaną w społeczeństwie, niepełnosprawność etc. Do promowanych przez fundację wartości wlicza się także ochrona i promocja zdrowia, związanego z cyklem menstruacyjnym osób miesiączkujących oraz ochrona środowiska i propagowanie ekologicznych rozwiązań globalnego problemu, jakim jest ubóstwo menstruacyjne. Poza pomocowym charakterem działalności Akcji Menstruacji, fundacja ta zajmuje się także edukacją społeczeństwa, w tym przede wszystkim podnoszeniem społecznej świadomości na temat ubóstwa menstruacyjnego. W styczniu 2021 fundacja znalazła się w rankingu „50 śmiałych kobiet 2020” Wysokich Obcasów za uruchomienie programu „Hej, dziewczyny!”, którego celem było zapewnienie darmowego dostępu do środków menstruacyjnych uczniom polskich szkół.

## Geneza
Akcja Menstruacja została założona przez cztery młode aktywistki – Emilię Kaczmarek, Julię Kaffkę, Magdalenę Demczak oraz Wiktorię Szpunar, które aktualnie wchodzą w skład zarządu fundacji. Rozpoczęcie działań było odpowiedzią na problem ubóstwa menstruacyjnego, który w Polsce uznawany był za temat tabu. Ubóstwo menstruacyjne to ograniczony lub całkowity brak dostępu do środków higienicznych z powodów ekonomicznych. Wiąże się ono również z brakiem wiedzy o menstruacji oraz produktach menstruacyjnych. Według danych UNICEF i WHO problem ten dotyczy około 500 mln menstruujących osób na całym świecie. Ubóstwo menstruacyjne stało się uznanym na całym świecie tematem zdrowia publicznego. Rośnie liczba naukowców, organizacji pozarządowych (NGO) i oddolnych organizacji, które starają się zaradzić problemom związanym z menstruacją: m.in. zawstydzaniem osób menstruujących i biedą. Koszt produktów menstruacyjnych jest uzależniony od podatków obowiązujących w danym kraju. W niektórych krajach tampony i podpaski są klasyfikowane jako „dobra luksusowe”, a organizacje walczące z ubóstwem menstruacyjnym apelują do rządów, aby tę klasyfikację zmienić. Mimo powszechnego założenia, ubóstwo menstruacyjne nie występuje wyłącznie w krajach Trzeciego Świata. Z badań, w których uczestniczyły wyłącznie uczennice, a które zostały przeprowadzone na zlecenie firmy Procter & Gamble wynika, że w Polsce w 2018, z powodu braku dostępu do środków higienicznych szkołę opuszczała co szósta uczennica. Z kolei raport przygotowany przez Kulczyk Foundation dowodzi, że co piąta osoba menstruująca nie ma wystarczających funduszy na zakup odpowiednich środków higienicznych w trakcie okresu.

## Działalność w Polsce

### Program „Akcja Menstruacja w Twojej szkole”
Program do września 2021 funkcjonował pod nazwą „Hej, dziewczyny!”. Jego celem jest zapewnienie uczącym się osobom nieodpłatnego dostępu do środków menstruacyjnych w szkołach. Bezpłatny dostęp do środków higienicznych w placówkach oświatowych mają zapewniony m.in. uczniowie brytyjskich oraz szkockich szkół. W trakcie I i II edycji programu wsparcie otrzymało ponad 100 tysięcy osób uczących się. Za podjęte działania na rzecz polskich uczniów Akcja Menstruacja została wyróżniona przez Wysokie Obcasy w rankingu „50 śmiałych kobiet 2020”.

### Punkt Pomocy Okresowej
Punkty Pomocy Okresowej (PPO) to ogólnodostępne szafki stawiane w miejscach publicznych, z których nieodpłatnie mogą skorzystać osoby potrzebujące w celu zaopatrzenia się w niezbędne produkty higieniczne. Osoby mogące pozwolić sobie na zakup środków menstruacyjnych zachęcane są przez fundację do uzupełniania PPO zakupionymi środkami. W 2020 w Polsce zostało uruchomionych 28 Punktów rozlokowanych na terenie całego kraju.
„Jeśli jesteś w potrzebie – skorzystaj. Jeśli chcesz pomóc – zostaw coś od siebie.” – pisze Kaja Potocka, członkini fundacji i koordynatorka projektu Punkt Pomocy Okresowej.

### Padsharing
Program został uruchomiony w lutym 2020 jako odpowiedź na liczne wiadomości, które fundacja otrzymywała od osób, które nie mogły pozwolić sobie na zakup środków menstruacyjnych. Jego celem jest łączenie w pary osób potrzebujących z darczyńcami, którzy za pośrednictwem Akcji Menstruacji przekazują im potrzebne produkty.

## Działalność za granicą

### Kamerun
Pracownicy kameruńskiej służby zdrowia określają brak środków menstruacyjnych jako jedną z najbardziej palących potrzeb. Osoby menstruujące, oprócz ograniczonego dostępu do środków pierwszej potrzeby, takich jak tampony i podpaski, cierpią również z powodu niedostatecznej ilości miejsc, gdzie mogłyby zadbać o swoją higienę podczas okresu. Niski poziom wiedzy o menstruacji mocno oddziałuje na komfort osób menstruujących, które uważane są za nieczyste i niegodne wykonywania normalnych czynności. Z tego powodu często są wykluczane z życia reszty społeczeństwa. To główny powód dla którego 31% osób menstruujących nie wykonuje podczas okresu pracy zawodowej, 43,8% rezygnuje z robót w gospodarstwie domowym, a 28,7% uczniów nie idzie z tego powodu do szkoły, jak podaje UN Women Africa. W 2019 Akcja Menstruacja współpracując z dwiema polskimi studentkami przebywającymi na misji medycznej w Afryce – Anetą Gizą oraz Marią Dybowską – zaopatrzyła je w 500 kubeczków menstruacyjnych. Studentki przekazały je potrzebującym, dla których uprzednio poprowadziły warsztaty dotyczące higieny podczas okresu.

### Indonezja
Według Plan International Indonesia 2018 39% osób menstruujących jest wyśmiewanych z powodu miesiączkowania, 67% rodziców nie rozmawia ze swoimi dziećmi o menstruacji, a 1 na 6 uczniów nie chodzi podczas okresu do szkoły. Prowadzi to do obniżenia ich poczucia wartości, problemów z nauką i powstawania nierówności społecznych. W 2020 Akcja Menstruacja, we współpracy z inicjatywą Lombok Sisterhood, przeprowadziła akcję, której głównym celem było przekazanie pudełek z darmowymi środkami higienicznymi wszystkim szkołom w Mataram, a następnie uzupełnianie ich do końca roku szkolnego.